# Woodside (California)
Woodside è una città incorporata degli Stati Uniti d'America, situata in California, nella contea di San Mateo.